# AVE Mizar
AVE Mizar foi um carro voador desenvolvido entre 1971 e 1973 pela Advanced Vehicle Engineers (AVE), companhia fundada em Los Angeles, Califórnia pelo engenheiro aeronáutico Henry Smolinski.
Dois protótipos do Mizar foram construídos a partir da combinação da parte traseira da aeronave Cessna Skymaster com um automóvel Ford Pinto. Um deles foi colocado em exposição na concessionária Galpin Ford, em Los Angeles, enquanto o outro, equipado com um motor Teledyne Continental de 210 cavalos, começou a ser aperfeiçoado para os primeiros experimentos.
Em 11 de setembro de 1973, durante um voo de testes em Oxnard, a asa direita de estrutura soltou-se do automóvel. A queda e explosão resultante mataram instantaneamente os dois ocupantes, Smolinski e seu sócio Harold Blake.

## História

### O projeto
A Advanced Vehicle Engineers (AVE) foi fundada em 1968 por Henry Smolinski, graduado pela faculdade de engenharia aeronáutica do Instituto de Tecnologia Northrop. Em 1953, ele iniciou sua carreira na North American Aviation como engenheiro de estruturas, trabalhando com motores a jato e design de aeronaves. Em 1959, foi contratado pela Rocketdyne como engenheiro de projetos, sendo indicado para o desenvolvimento de mísseis e programas aeroespaciais.
A AVE foi sediada originalmente no bairro de Van Nuys em Los Angeles, Califórnia. Foi ali, no final de julho de 1970, que Smolinski apresentou pela primeira vez ao público seu projeto de um carro voador. A intenção era ter tantos automóveis quanto possível equipados com asas, mas a princípio a proposta foi começar os testes com um Pontiac Firebird. A ideia de Smolinski era usar as asas, o motor, a cauda e os instrumentos e controles de um Cessna Skymaster, com o carro fazendo as vezes da cabine e da parte dianteira da aeronave. O equipamento deveria ainda ser desmontável, permitindo o uso comum do automóvel, e a operação seria tão simples que, de acordo com o inventor, "até uma mulher vai poder combinar — ou separar — os dois sistemas sem qualquer ajuda".
Em 1971, a AVE começou a realizar os primeiros testes com o Cessna, aperfeiçoando grande parte das especificações técnicas do projeto, não disponíveis durante as declarações à imprensa feitas no ano anterior. Naquela fase, de acordo com Smolinski, os planos de engenharia e mecânica inclusive já estariam prontos, faltando apenas financiamento para tirar o projeto do papel. Devido a problemas de peso, ele acabou optando por trabalhar com carros menores como um Ford Pinto ou um Chevrolet Vega, dentre os 55 modelos que cumpriam a especificação limite de 1 700 kg.

### Protótipo e primeiro voo
Já em 1972, o Cessna começou a ser desmontado, e as partes necessárias presas com fixadores de fácil soltura a ilhós abertos na carroceria de um Ford Pinto. Apenas o motor não foi aproveitado, sendo vendido ao jornalista e piloto Peter Garrison. O plano era usar um motor de maior potência, decisão que no final das contas acabaria se mostrando fatal.
No princípio de maio de 1973, o protótipo do carro voador foi apresentado ao público no aeroporto de Val Nuys. Batizado de AVE Mizar (em homenagem ao sistema estelar homônimo), até aquele momento a aeronave só havia sido testada no solo, estando a AVE em negociações com a Federal Aviation Administration (FAA) para a obtenção de uma certificação aeronáutica. Devido à proibição de voos de testes em aeroportos metropolitanos, ficou combinado que eles seriam realizados em Point Mugu, uma área não-incorporada próxima à cidade de Oxnard, Califórnia. O piloto de testes Lois McDonald foi então contratado, e o carro voador finalmente saiu do chão em meados de junho daquele ano.
Na mesma época, um contrato de distribuição nacional nos Estados Unidos foi firmado com a concessionária Galpin Ford, em Los Angeles, acordo que teria rendido 1 milhão de dólares aos cofres da AVE. Após obter a aguardada certificação da FAA, a empresa esperava dar início a uma excursão por 40 cidades norte-americanas divulgando o produto, com a fabricação em larga escala planejada para 1975. Além do protótipo finalizado, mais três unidades estavam em produção, sendo a mais avançada delas deixada em exposição na concessionária, onde foi filmada para um vídeo promocional que intercalava cenas do protótipo funcional em voo.

### Acidente e consequências
Após a realização de diversos testes bem-sucedidos, o motor Teledyne Continental 210 foi substituído por um AVCO Lycoming 540. Em 11 de setembro de 1973, ansiosos por experimentar o equipamento de maior potência mas com o piloto de testes doente, Smolinski e Blake (ambos habilitados para pilotagem de aeronaves) decidiram decolar do aeroporto de Oxnard sem avisar à administração aeroportuária local — procedimento padrão que servia para alertar os oficiais da polícia e dos bombeiros da realização de mais um teste. O voo, guiado por Smolinski, foi observado da torre por um controlador com um binóculo. Cerca de dois minutos depois da decolagem, ele viu a asa direita desprender-se do automóvel e o carro voador desaparecer, seguido pelo surgimento de uma enorme coluna de fumaça. Conforme o relato de outras testemunhas, após perder o controle, o AVE Mizar atingiu a copa de algumas árvores, colidindo com um caminhão estacionado metros adiante, explodindo e matando instantaneamente seus dois ocupantes. O motorista do veículo no solo, enquanto isso, escapou por pouco, sofrendo queimaduras nas costas ao ser atingido pelas chamas e destroços enquanto corria para se salvar.
O relatório da FAA a respeito do acidente atestou que ele fora provocado pela soltura da asa direita devido a um "design pobre / inadequado" e "emendas mal-feitas". Especula-se, no entanto, que a estrutura da asa só teria se desmontado devido ao aumento de potência pela troca de motor e consequente maior altitude alcançada pela aeronave durante o voo fatídico.
Com a morte de seus dois principais empreendedores, a destruição do carro voador e a debandada dos investidores, o projeto Mizar foi imediatamente dissolvido. O segundo protótipo só seria redescoberto em 2009 em uma revenda de carros usados na Califórnia. Sem sua estrutura aeronáutica e castigado pelo tempo, o automóvel foi comprado por colecionadores e levado de volta à Galpin Ford, onde seus novos donos ganharam uma cópia do vídeo promocional filmado em 1973. Reformado, o Ford Pinto foi guiado então a uma feira automobilística da Ford no parque temático Knott's Berry Farm, sendo visitado pela esposa e três filhos de Smolinski.

## Especificações
Características gerais
- Tripulação: um, piloto
- Capacidade: três passageiros
- Comprimento: 8,5 metros
- Envergadura: 11,58 m
- Altura: 8½ pés (2,59 m)
- Área das asas: 18.7 m²
- Motor: 1× Continental IO-360-C, 210 hp (157 kW)